# Ruta Estatal de Nevada 574
La Ruta Estatal de Nevada 574, y abreviada SR 574 (en inglés: Nevada State Route 574) es una carretera estatal estadounidense ubicada en el estado de Nevada. La carretera inicia en el Oeste desde la I 11  , US 95   en Las Vegas hacia el Este en la SR 612     en Las Vegas. La carretera tiene una longitud de 17,2 km (10.668 mi).

## Mantenimiento
Al igual que las autopistas interestatales, y las rutas federales y el resto de carreteras estatales, la Ruta Estatal de Nevada 574 es administrada y mantenida por el Departamento de Transporte de Nevada por sus siglas en inglés Nevada DOT.

## Cruces
La Ruta Estatal de Nevada 574 es atravesada principalmente por la  I 15  US 93 .